# Slow dance

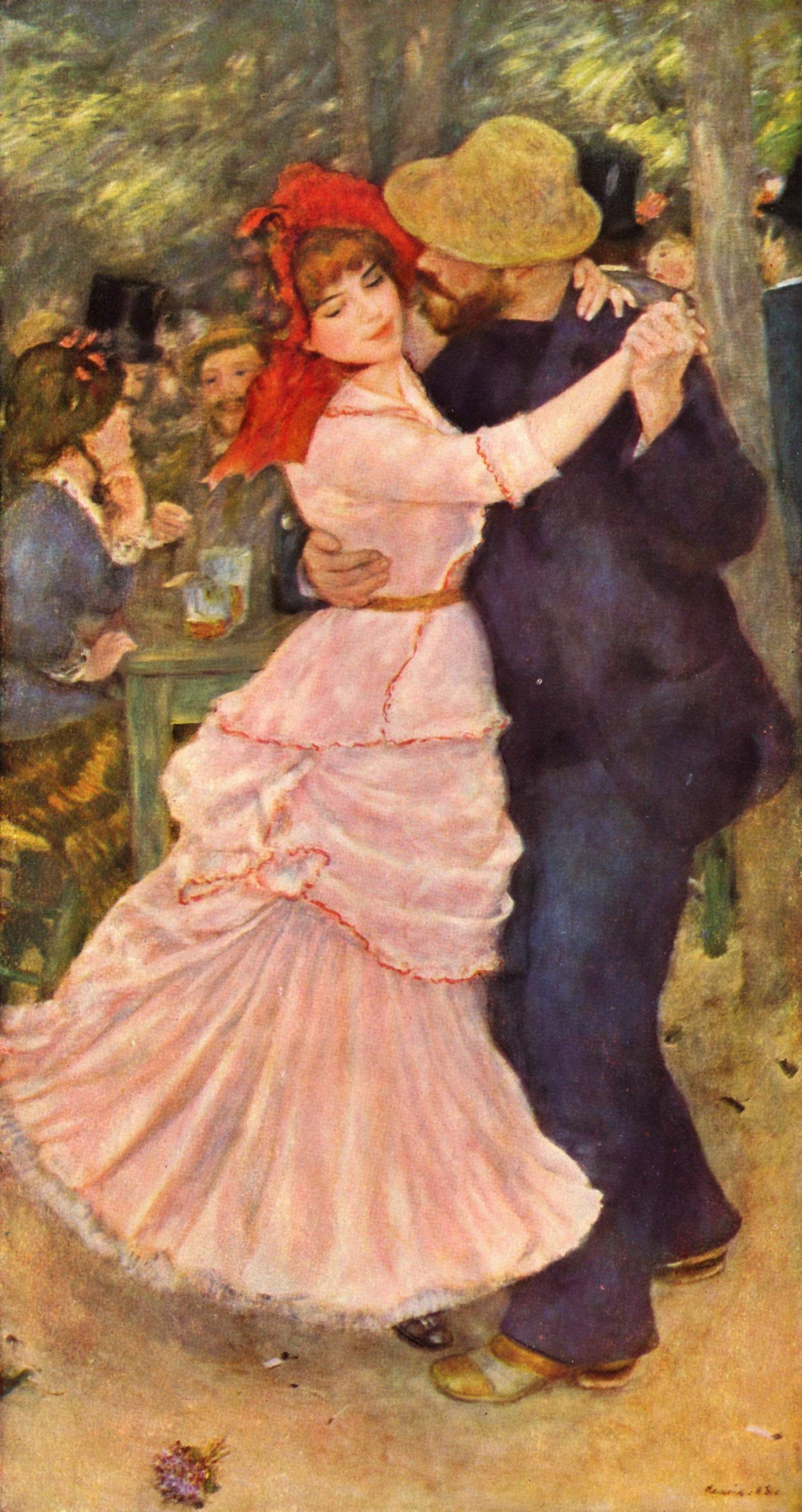
Baile en pareja.

Slow dance (traducido como danza lenta) o Partner dance es la denominación de un baile suave que se práctica en pareja. Generalmente, posee tiempos lentos y melódicos, como el jazz, soul y otros bailes de salón.

## Ejecución del baile
En general, el hombre dirige la danza, poniendo su mano sobre la cadera o el hombro de su pareja. Al ritmo de la música, la pareja se abraza, y efectúa movimientos girando lentamente.

## Célebres
- Whitney Houston - “I Will Always Love You”
- Righteous Brothers - "Unchained Melody"
- Elvis Presley - "Love Me Tender"
- Scorpions - "Still Loving You"
- Lionel Ritchie - "Say You Say Me"
- The Beatles - "Hey Jude"
- Duran Duran - "Save a Prayer"
- The Rolling Stones - "Angie"
- Aerosmith - “I Don’t Wanna Miss a Thing,”
- The Eagles - "Hotel California"
- Red Hot Chili Peppers - "Californication"
- Richard Sanderson - "Reality"
- The Cars - “Drive”
- Frank Sinatra - "Can You Feel The Love Tonight?"
- The Rolling Stones - “Wild Horses”
- Madonna - "Crazy For You"
- Cyndi Lauper - “True Colors”
- The Cure - “Love Song”[2]